# Tim Winton

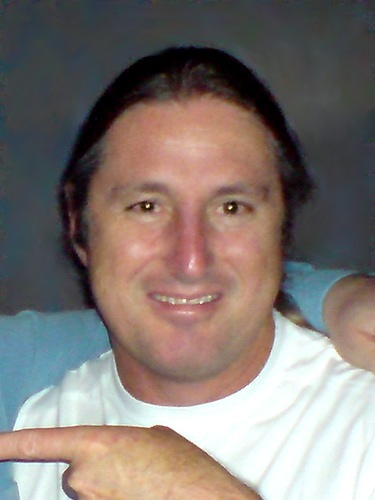
Tim Winton (2008)

Timothy John Winton AO (* 4. August 1960 bei Perth, Western Australia) ist ein australischer Schriftsteller.

## Leben
Winton wurde in Westaustralien geboren, wo er mit seiner Frau und seinen drei Kindern auch heute noch lebt. Er belegte einen Kurs in kreativem Schreiben an der Curtin University in Perth. Mit 21 Jahren gewann er den ersten Literaturpreis und lebte von da an als freier Schriftsteller.
Er schrieb zahlreiche Romane, Sach- und Kinderbücher und erhielt mehrere Auszeichnungen, unter anderem viermal den Miles Franklin Award sowie den Commonwealth Writers Prize und wurde zweimal auf der Shortlist zum Booker Prize gelistet.  Mehrere Werke liegen auch in deutscher Übersetzung vor. 2004 erschien Der singende Baum (Dirt Music), 2008 Atem (Breath), 2007 erschienen die Erzählungen Weite Welt.
Für seine Verdienste um die Literatur als Schriftsteller und Romanautor, um den Naturschutz und das Eintreten für die Umwelt wurde er 2023 zum Officer des Order of Australia ernannt.

## Werke

### Romane / Erzählungen
- An Open Swimmer. 1982.
- Shallows. 1984.
- That Eye, The Sky. 1986.
- In the Winter Dark. 1988.
- The Collected Short Novels of Tim Winton. 1988.
- Cloudstreet. 1991.
  - dt. Das Haus an der Cloudstreet. Roman. Krüger, Frankfurt am Main 1998, ISBN 3-8105-2333-X.
- The Riders. 1994.
  - deutsch: Getrieben. Roman. Krüger, Frankfurt am Main 1996, ISBN 3-8105-2332-1.
- 1997 Blueback. 1997.
- Dirt Music. 2001.
  - deutsch: Der singende Baum. Roman. Luchterhand Literaturverlag, München 2004, ISBN 3-630-87161-5.
- Breath. 2008.
  - deutsch: Atem. Roman.[2] Luchterhand Literaturverlag, München 2008, ISBN 978-3-630-87276-6.
- Eyrie. Penguin Australia, 2013, ISBN 978-1-926428-53-6.
  - deutsch: Schwindel. Roman. Aus dem austral. Engl. von Klaus Berr. Luchterhand, München 2015, ISBN 978-3-630-87448-7.
- The Shepherd’s Hut. Picador, 2018.
- Juice. Penguin Australia, 2024, ISBN 978-1-761344-89-3.

### Kurzgeschichten
- Scission and Other Stories. 1985.
- Minimum of Two. 1987.
- Blood and Water: stories. 1993. (enthält auch den Inhalt der vorigen Bände)
- The Turning. 2004.
  - deutsch: Weite Welt. Australische Geschichten. Erzählungen. Luchterhand Literaturverlag, München 2007, ISBN 978-3-630-87228-5.
- My Father's Axe. In: The Oxford Book of Australian Short Stories. selected by Michael Wilding and The Penguin Century of Australian Short Stories edited by Carmel Bird

### Kinderbücher
- Jesse. 1988.
- Lockie Leonard, Human Torpedo. 1990.
- The Bugalugs Bum Thief. 1991.
- Lockie Leonard, Scumbuster. 1993.
- Lockie Leonard, Legend 1997.
- The Deep 1998.

### Sachbücher
- Land's Edge. 1993.
- Local Color: Travels in the Other Australia. 1994.
- Australian Colors: Images of the Outback - photography and text by Bill Bachman, additional text by Tim Winton 1998.
- Down to Earth - text by Tim Winton and photographs by Richard Woldendorp 1999.
- Island Home. a landscape memoir. Penguin Australia, 2015[3]
  - deutsch: Inselleben. Mein Australien. Aus dem australischen Englisch von Klaus Berr. Luchterhand, München 2017, ISBN 978-3-630-87547-7.

### Bühnenfassungen
- Lockie Leonard, Human Torpedo - adaptiert von Paige Gibbs und aufgeführt von der Perth Theatre Company
- That Eye, The Sky - adaptiert von Justin Monjo und Richard Roxburgh

### Filmfassungen
- 1995 That Eye, The Sky – adaptiert von John Ruane
- 1998 In the Winter Dark – adaptiert von James Bogle und Peter Rasmussen
- 2013 The Turning – adaptiert von Marieka Walsh, Warwick Thornton, Jub Clerc, Robert Connolly, Anthony Lucas, Rhys Graham, Ashlee Page, Tony Ayres, Claire McCarthy, Stephen Page, Schaun Gladwell, Mia Wasikowska, Simon Stone, David Wenham, Jonathan auf der Heide, Justin Kurzel, Yaron Lifschitz, Ian Meadows[4]
- 2017: Breath, Australien, Regie: Simon Baker, mit Samson Coulter, Ben Spence, Simon Baker; Vorlage: Atem (Breath)
- 2019: In deinen Armen (Dirt Music), Australien, Regie: Gregor Jordan, mit Kelly Macdonald, Garrett Hedlund, David Wenham; Vorlage: Der singende Baum (Dirt Music)[5]
- 2022: Blueback

## Nachweise
1. ↑  Mr Timothy John WINTON. In: Australian Honours Search Facility. Abgerufen am 12. Februar 2025 (englisch).
2. ↑  Deutschlandradio Kultur über Atem: Der Reiz der Gefahr. 1. Juli 2008.
3. ↑  Jamie Hanson: Tim Winton's Island Home isn't memoir, it's a cultural call to arms, theguardian.com, 13. Oktober 2015, abgerufen am 13. Juni 2019
4. ↑  The Turning (I) (2013). Auf: Internet Movie Database. Abgerufen am 25. Februar 2011.
5. ↑  In deinen Armen. In: mdr.de. MDR, abgerufen am 30. August 2023.

| Personendaten    | Personendaten                             |
| ---------------- | ----------------------------------------- |
| NAME             | Winton, Tim                               |
| ALTERNATIVNAMEN  | Winton, Timothy John (vollständiger Name) |
| KURZBESCHREIBUNG | australischer Schriftsteller              |
| GEBURTSDATUM     | 4. August 1960                            |
| GEBURTSORT       | bei Perth                                 |